# Mammillaria sphaerica
Mammillaria sphaerica är en kaktusväxtart som beskrevs av Albert Gottfried Dietrich. Mammillaria sphaerica ingår i släktet Mammillaria och familjen kaktusväxter. Inga underarter finns listade i Catalogue of Life.